# Göte Stergel
Gustaf Göte Teodor Stergel , född 8 juni 1913 i Kungsholms församling, Stockholm, död 6 december 1968 i Össeby-Garns församling, Stockholms län,  var en svensk balettdansör. 

## Filmografi
- 1954 – Herr Arnes penningar
- 1953 – Resan till dej
- 1952 – Eldfågeln
- 1951 – Sommarlek
- 1946 – 91:an Karlsson. "Hela Sveriges lilla beväringsman"